# Тарлтон, Ричард

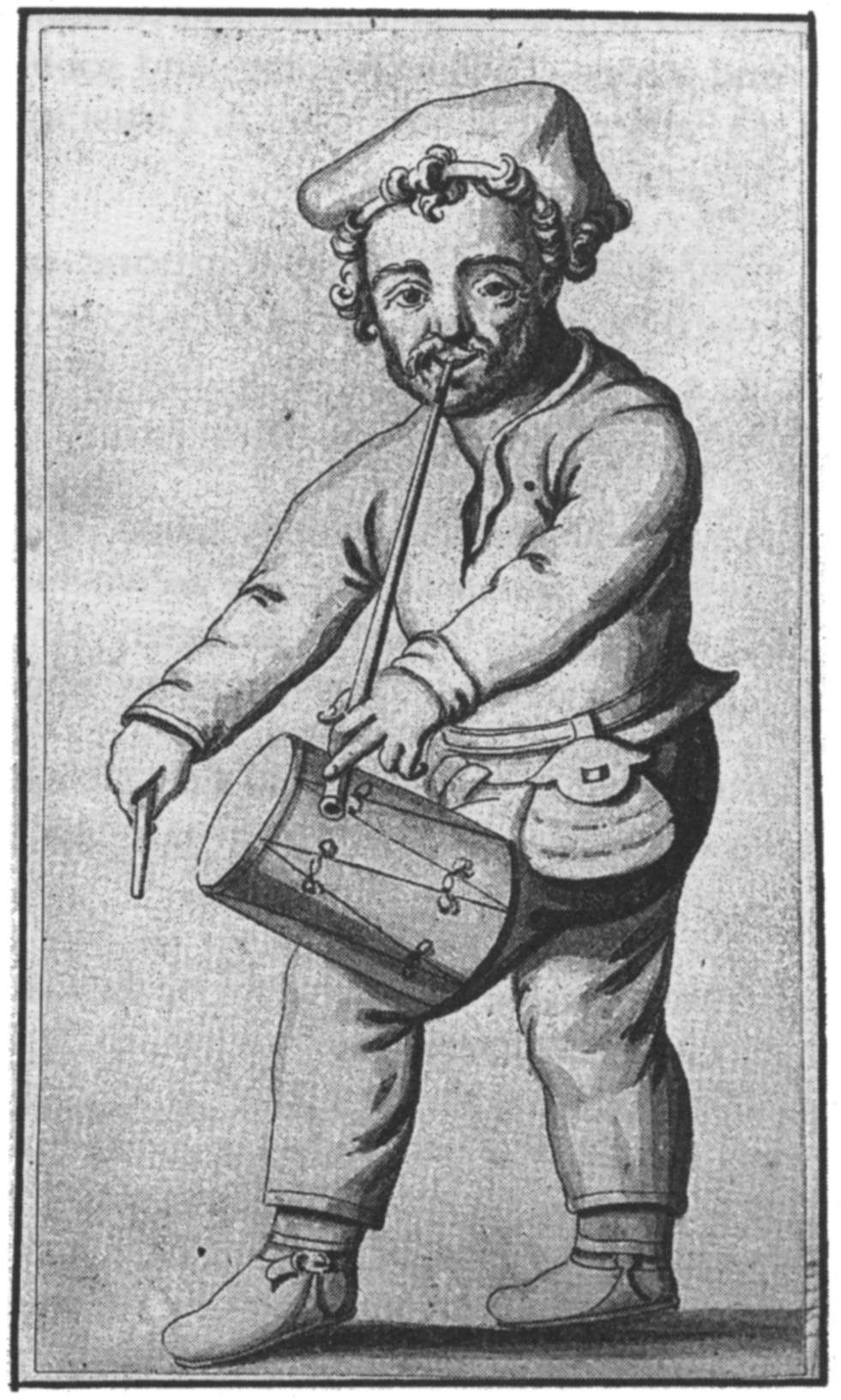
Ричард Тарлтон

Ричард Тарлтон (англ. Richard Tarlton 1530 — 3 сентября 1588) — английский актёр, любимый комик Елизаветы I.
Уроженец Шропшира. Считается, что в молодости был свинопасом, возможно служил подмастерьем в Лондоне. В 1583 году упоминается как известный актёр, участник труппы «слуги её Величества королевы», дававшей представления в лондонском театре «Занавес».
Самый известный из комических актёров, мастер грубой буффонады, популярной в елизаветинском театре. Сохранились сведения, что Тарлтон изучал поведение безумных и использовал свои наблюдения играя на сцене. Был мастером стихотворной импровизации, часто дерзких и неприличных острот, на темы, предлагаемые зрителями. В 1587 году из-за насмешки над бывшим покровителем графом Лестером навлёк на себя неудовольствие королевы. Прославился исполнением джиги — в то время по традиции любое театральное представление завершалось танцами.
Тарлтон был автором очень популярной пьесы «Семь смертных грехов» (1592), текст её не дошёл до наших дней. Автор нескольких брошюр, изданных в Лондоне в 1570-х гг., одна из них посвящена лондонскому землетрясению 1580 года. После смерти Тарлтона много других сочинений было приписано ему. Сборник острот «Tarleton's jests» (1601) содержал не только подлинные шутки Тарлтона, но и анекдоты, не принадлежащие актёру.
Крёстным одного из сыновей Ричарда Тарлтона был аристократ и поэт Филип Сидни. Это указывает на высокое общественное положение Тарлтона, так как в то время считалось, что актёры немного выше бродяг и воров.
Тарлтон жил и играл в Шордиче — районе, где появились первые лондонские театры. Похоронен в местной церкви, там же установлен памятник ему и другим актёрам елизаветинской эпохи.
Есть предположение, что образ шута Йорика из «Гамлета» — дань уважения Шекспира самому известному комику английского театра Возрождения.